# Tiroteo en la Universidad de Iowa
El tiroteo en la Universidad de Iowa fue un tiroteo masivo ocurrido en Iowa City, Iowa, el 1 de noviembre de 1991. Gang Lu, un ex estudiante de posgrado de la Universidad de Iowa, de 28 años, mató a tres miembros del Departamento de Física y Astronomía. profesores, un vicepresidente asociado de Asuntos Académicos y un compañero de estudios, luego hirió gravemente a otro estudiante que trabajaba en el campus de la universidad, antes de suicidarse.

## Tiroteo
El viernes 1 de noviembre de 1991, Gang Lu asistió a una reunión del grupo de investigación teórica de física del plasma espacial en una sala de conferencias en el tercer piso de Van Allen Hall en el campus de la universidad. Unos minutos después de que comenzara la reunión, Lu disparó a tres asistentes a la reunión con un revólver calibre .38 y luego se dirigió al segundo piso para dispararle al presidente del departamento en su oficina. Los que recibieron disparos en Van Allen Hall fueron:
- Christoph K. Goertz, profesor de física y astronomía, de 47 años, presidente de la tesis de Lu y uno de los principales físicos teóricos del plasma espacial de Estados Unidos.
- Robert Alan Smith, de 45 años, profesor asociado de física y astronomía, también miembro del comité de tesis de Lu.
- Linhua Shan (chino simplificado:山林华; chino tradicional:山林華; pinyin: Shān Línhuá), de 27 años, investigador postdoctoral y ganador del premio Spriestersbach; Shan había sido una vez compañero de cuarto de Lu.
- Dwight R. Nicholson, de 44 años, presidente del departamento de física y astronomía, y uno de los miembros del comité de tesis de Lu.

Después del tiroteo en Van Allen Hall, Lu caminó tres cuadras hasta Jessup Hall, hasta la oficina de T. Anne Cleary, vicepresidenta asociada de Asuntos Académicos y responsable de quejas de la universidad, y le disparó en la cabeza. Lu había presentado varias quejas por no haber sido nominado al premio Spriestersbach. Cleary murió al día siguiente en el Hospital de la Universidad de Iowa. Luego, Lu disparó a Miya Rodolfo-Sioson, una estudiante empleada temporal de 23 años en la Oficina de Asuntos Académicos, por razones desconocidas. Rodolfo-Sioson sobrevivió pero quedó paralizada del cuello para abajo y murió de cáncer de mama inflamatorio el 3 de diciembre de 2008. Lu tenía la intención de matar al presidente de la universidad, Hunter Rawlings III, pero asistía al partido de fútbol de Iowa/Ohio State. en Columbus, Ohio, en ese momento. Gang Lu fue encontrado en la habitación 203 de Jessup Hall con una herida de bala autoinfligida en la cabeza. Lu murió poco después de que llegara la policía.

## Perpetrador
Gang Lu (chino:卢刚; pinyin: Lú Gāng; c. 1962   – 1 de noviembre de 1991), era un estudiante chino de posgrado de 28 años de la Universidad de Iowa que había recibido su doctorado en física y astronomía de la universidad en mayo de 1991. Lu, de 18 años, comenzó a estudiar física en la Universidad de Pekín en Pekín, donde aprobó el examen CUSPEA en 1984 y fue admitido para estudiar en los Estados Unidos, convirtiéndose en un estudiante de posgrado en la Universidad de Iowa. Como estudiante de posgrado, Lu era principalmente un solitario que, al menos otro estudiante de posgrado, percibía que tenía un problema psicológico si lo desafiaban y, según informes, había tenido rabietas abusivas. Lu se enfureció porque su disertación, titulada Estudio del efecto de la "velocidad de ionización crítica" mediante simulación de partículas en células, no recibió el prestigioso Premio de Disertación D. C. Spriestersbach, que incluía un premio monetario de 2.500 dólares. Las protestas de la Plaza de Tiananmen de 1989 llevaron a muchos estudiantes chinos a desear quedarse en Estados Unidos, y Lu creía que ganar el premio le habría facilitado conseguir un trabajo y no tener que regresar a China. Normalmente, Lu habría conseguido un puesto de investigador postdoctoral, pero no había suficiente dinero para mantenerlo.
En los meses previos al tiroteo, Lu todavía vivía en Iowa City y escribió cinco cartas explicando los motivos de sus acciones planeadas. Según funcionarios de la universidad, cuatro de las cinco cartas estaban escritas en inglés y una en chino, destinadas a ser enviadas por correo a organizaciones de noticias. Las cartas nunca han sido hechas públicas.
Sin embargo, el libro Deadly Scholarship de Edwin Chen incluye una declaración de Lu destinada a ser leída después de su ataque y suicidio, que Laura Hamlett caracterizó como un manifiesto; y, en traducción, una carta de Lu a su hermana.

## Adaptaciones de medios
La escritora Jo Ann Beard escribió un aclamado ensayo personal basado en parte en los asesinatos. Su ensayo, titulado "El cuarto estado de la materia", se publicó originalmente en The New Yorker. Apareció en la edición de 1997 de Best American Essays. El ensayo se incluyó más tarde en su colección de ensayos personales, The Boys of My Youth. Beard trabajaba como editor de una revista de física en la universidad y era colega de las víctimas. Había sido amiga íntima de Goertz.
Basado libremente en la historia de Gang Lu, el director chino Chen Shi-zheng hizo un largometraje, Dark Matter, protagonizado por Liu Ye y Meryl Streep. Sin embargo, la historia de Dark Matter tiene diferencias sustanciales en la trama y la motivación de los personajes. La película ganó el premio Alfred P. Sloan en el Festival de Cine de Sundance en 2007.
La serie educativa Descubriendo la Psicología, "Psicología Cultural" (episodio 26, edición actualizada) analiza Gang Lu (en el minuto 3:50).
En 2009 se estrenó un documental sobre la vida de la única superviviente, Miya Rodolfo-Sioson, titulado Miya of the Quiet Strength.

## Lectura adicional
- Chen, Edwin (1995). Deadly Scholarship: The True Story of Lu Gang and Mass Murder in America's Heartland, Birch Lane Press.
- Beard, Jo Ann (1997). The Fourth State of Matter,  The New Yorker.
- Eckhardt, Megan L. (1 de noviembre de 2001). 10 years later, U. Iowa remembers fatal day, The Daily Iowan.
- Efrati, Amir (1 de noviembre de 2002). Recalling a snowy, blustery November day, The Daily Iowan.
- Grabbe, Crockett (2 de noviembre de 1999). A Tree of Legacies,
- Marriott, Michel (3 de noviembre de 1991). Gunman in Iowa Wrote of Plans In Five Letters, The New York Times.
- Marriott, Michel (4 de noviembre de 1991). Iowa Gunman Was Torn by Academic Challenge, The New York Times.
- Overbye, Dennis (27 de marzo de 2007). A Tale of Power and Intrigue in the Lab, Based on Real Life, The New York Times.

- Datos: Q4284237